# San Antonio Espinoza
San Antonio Espinoza är en ort i Mexiko.   Den ligger i kommunen Celaya och delstaten Guanajuato, i den centrala delen av landet, 220 km nordväst om huvudstaden Mexico City. San Antonio Espinoza ligger 1 781 meter över havet och antalet invånare är 795.
Terrängen runt San Antonio Espinoza är platt åt sydväst, men åt nordost är den kuperad. Runt San Antonio Espinoza är det tätbefolkat, med 790 invånare per kvadratkilometer. Närmaste större samhälle är Celaya, 14,5 km söder om San Antonio Espinoza. Omgivningarna runt San Antonio Espinoza är en mosaik av jordbruksmark och naturlig växtlighet.